# Tears on My Pillow
»Tears on My Pillow« je doo wop pesem, ki sta jo napisala Sylvester Bradford in Al Lewis leta 1958. Originalna različica pesmi je zasedla četrto mesto na glasbeni lestvici Billboard Pop Songs in postala prva pesem glasbene skupine The Imperials, ki je prodala milijon izvodov. Skupaj s pesmijo »Two People in the World«, izdano kot B-stran singla, je pesem postala velika uspešnica. Čeprav pesem do danes ostaja najbolj znana pesem glasbene skupine The Imperials, je pesem »Tears on My Pillow« zaslovela predvsem v izvedbi drugih izvajalcev, kot je avstralska pevka Kylie Minogue, ki je pesem izdala leta 1990. Tudi ta izvedba pesmi je postala uspešnica.

## Originalna različica
Na zgodnjih izvodih singla je pisalo, da pesem izvaja skupina The Imperials, prej poznana pod imeni The Duponts in The Chesters. Alan Freed, DJ iz Brooklyna, New York, je glasbeni skupini priskrbel glavnega pevca, Anthonyja Gourdinea. Takrat se je glasbena skupina pričela imenovati »Little Anthony and the Imperials«.
Pesem »Tears on My Pillow« je na ameriški glasbeni lestvici zasedla četrto mesto. Pesem, ki je prodala več kot milijon izvodov, do danes ostaja najbolje prodajana pesem glasbene skupine The Imperials iz njihovega doo wop obdobja. Kasneje je uspeh te pesmi dosegel še singl »Goin' Out of My Head«, izdana leta 1964.

## Ostale različice
- Pesem »Tears on My Pillow« je posnela tudi glasbena skupina Sha Na Na; ta različica je bila vključena tudi na soundtrack filma Brilijantina.
- Leta 1986 je glasbena skupina New Edition posnela motown različico pesmi in jo izdala preko albuma Under the Blue Moon. V tej verziji nekaj kitic zapoje tudi Anthony Gourdine.
- Svojo različico pesmi je glasbena skupina S Club 8 izdala kot eno od B-strani s svojega drugega albuma, Sundown.
- Glasbena skupina Clem Snide je svojo različico pesmi posnela za soundtrack albuma Stubbs the Zombie.

Lastno različico pesmi »Tears on My Pillow« so posneli tudi Timi Yuro, Chuck Jackson, Bobby Vee, Lou Christie, glasbena skupina Martha and the Vandellas, Bobby Vinton, Johnny Tillotson, Neil Sedaka, Reba McEntire, Jodeci, Lorrie Morgan, Derrick Morgan z Lyn Tait & glasbeno skupino The Jets, glasbena skupina Neils Children in glasbena skupina The Fleetwoods.
Pesem je bila vključena v sedmo epizodo prve sezone televizijske serije Sliders, naslovljeno »The Weaker Sex«, ki so jo na začetku izdali kot šesto epizodo. V epizodi Rembrandt Brown (lik Cleavanta Derricksa) večkrat zapoje pesem na ulici mimoidočim ljudem, da bi zbral dovolj denarja za najem motelske sobe.

## Verzija Kylie Minogue
Lastno verzijo pesmi »Tears on My Pillow« je posnela tudi avstralska pevka Kylie Minogue in jo izdala kot singl s svojega drugega glasbenega albuma, Enjoy Yourself. Njena verzija pesmi je zasedla prvo mesto na britanski glasbeni lestvici. Ta različica pesmi je bila vključena tudi na soundtrack filma The Delinquents, v katerem je zaigrala tudi pevka sama. Pesem je poleg prvega mesta na britanski glasbeni lestvici zasedla tudi petintrideseto mesto na kanadski lestvici, kjer je januarja 1990 ostala en teden. B-stran singla, pesem »We Know the Meaning of Love«, je sama zasedla prvo mesto švedske glasbene lestvice.

### Videospot
V videospotu za pesem »Tears on My Pillow« je Kylie Minogue pesem pela oblečena v črno obleko s frizuro v slogu Brigitte Bardot. Videospot vključuje tudi odlomke iz filma The Delinquents (1989).

### Nastopi v živo
Kylie Minogue je s pesmijo »Tears on My Pillow« nastopila na naslednjih koncertnih turnejah:
- Disco in Dream/The Hitman Roadshow
- Enjoy Yourself Tour (nastopila v a capella različici)
- Rhythm of Love Tour
- Let's Get to It Tour
- Anti Tour

Poleg tega je pesem leta 2007 izvedla tudi v televizijski specijalki The Kylie Show.

### Seznam verzij
CD s singlom
1. »Tears on My Pillow« - 2:33
2. »We Know the Meaning of Love« (razširjena različica) - 5:50
3. »Tears on My Pillow« (remix) - 4:14

Gramofonska plošča s singlom #1
1. »Tears on My Pillow« - 2:28
2. »We Know the Meaning of Love« - 3:25

Gramofonska plošča s singlom #2
1. »Tears on My Pillow« (remix) - 4:14
2. »We Know the Meaning of Love« (razširjena različica) - 5:50

Ameriška & kanadska kaseta
1. »Tears on My Pillow« - 2:33
2. »Nothing to Lose« - 3:20

### Zgodovina izidov
| Država     | Datum             |
| ---------- | ----------------- |
| Avstralija | 12. november 1989 |
| Evropa     | 8. januar 1990    |

### Dosežki
| Lestvica (1990)                        | Dosežek |
| -------------------------------------- | ------- |
| Avstralija (ARIA)                      | 20      |
| Belgija (Ultratop)                     | 9       |
| Kanada (Canadian Hot 100)              | 35      |
| Nizozemska (Dutch Top 40)              | 20      |
| Evropa (Billboard Eurochart Hot 100)   | 2       |
| Nemčija (Media Control Charts)         | 31      |
| Irska (IRMA)                           | 2       |
| Nova Zelandija (RIANZ)                 | 33      |
| Slovenija                              | 1       |
| Švedska ( Sverigetopplistan)           | 3       |
| Združeno kraljestvo (UK Singles Chart) | 1       |

#### Dosežki ob koncu leta
| Leto | Lestvica                               | Dosežek |
| ---- | -------------------------------------- | ------- |
| 1990 | Združeno kraljestvo (UK Singles Chart) | 34      |